# 潘杜尔纳
潘杜尔纳（Pandhurna），是印度中央邦Chhindwara县的一个城镇。总人口40906（2001年）。

## 人口
该地2001年总人口40906人，其中男性21264人，女性19642人；0—6岁人口5091人，其中男2586人，女2505人；识字率72.19%，其中男性为77.93%，女性为65.98%。